# Curnonsky
Maurice Edmond Sailland (født 12. oktober 1872 i Angers i Frankrig, død 22. juli 1956 i Paris) var en fransk gastronom. Hans pseudonym var Curnonsky (forkortet 'Cur'), og han blev betegnet som gastronomiens fyrste. Han var den mest hædrede gastronomiske forfatter i Frankrig i det 20. århundrede. Han anses for at være opfinder af den motoriserede gastronomiske turisme, som blev populær med Michelin, skønt han ikke selv havde kørekort.